# Blok P
Blok P var den største beboelsesejendom i Grønland og den største bygning i Nuuk. Den indeholdt omkring 320 lejligheder og rummede cirka 1% af den samlede befolkning i Grønland.
Bygningen blev revet ned i 2012.

## Historie
Bygningen blev bygget og opført i 1965-1966 som en del af Folketingets program for at modernisere og urbanisere den grønlandske infrastruktur ved at flytte folk væk fra de kystnære bopladser, som blev anset for "urentable, usunde og umoderne". Da blokken blev bygget, var det den største boligblok i Nordeuropa.
Den blev bygget som et skridt til urbaniseringen og moderniseringen af Grønland, som var en plan startet af den danske stat.
Bygningen var på fem etager og havde 64 lejligheder i længden på 231 meter. Blok P lå i en østlig-vestlig retning. Blok P blev revet ned i 2012, og mange af beboerne blev genhuset i Qinngorput.

## Største grønlandske flag
Den nordlige ende af huset har været udsmykket med det største kendte grønlandske flag. Flaget, der bestod af kasserede beklædningsgenstande, blev syet af en lokal kunstner, Julie Edel Hardenberg, med hjælp fra skolebørn.